# Бизнес парк София
Бизнес парк София (БПС) е най-големият офис парк в Централна и Източна Европа и първият в България.

## Проектът
Комплексът включва 15 сгради с клас А офис площи върху терен от 89 000 m² с обща застроена площ 220 000 m². В комплекса работят над 13 000 души и той се посещава от още 4000 души дневно. Предстои разширяване, с построяването на още една сграда.

## Локация
Бизнес парк София е разположен в подножието на Витоша. Достъпът му до административния и бизнес център на града се осигурява от няколко линии на градски транспорт, вкл. метрото чрез близката Метростанция „Бизнес парк София“. Има и пряк излаз на околовръстният път.

## Други
На Бизнес парк София е наречена улица в квартал „Младост 4“ в София (Карта).

## Галерия
- Сграда 1
- Сграда 3
- Сгради 4, 6 и 8
- Сграда 5
- Сграда 6
- Сграда 7
- Сграда 8
- Сграда 10 и езерото
- Сграда 11
- Сграда 12